# Salaün Ar Foll

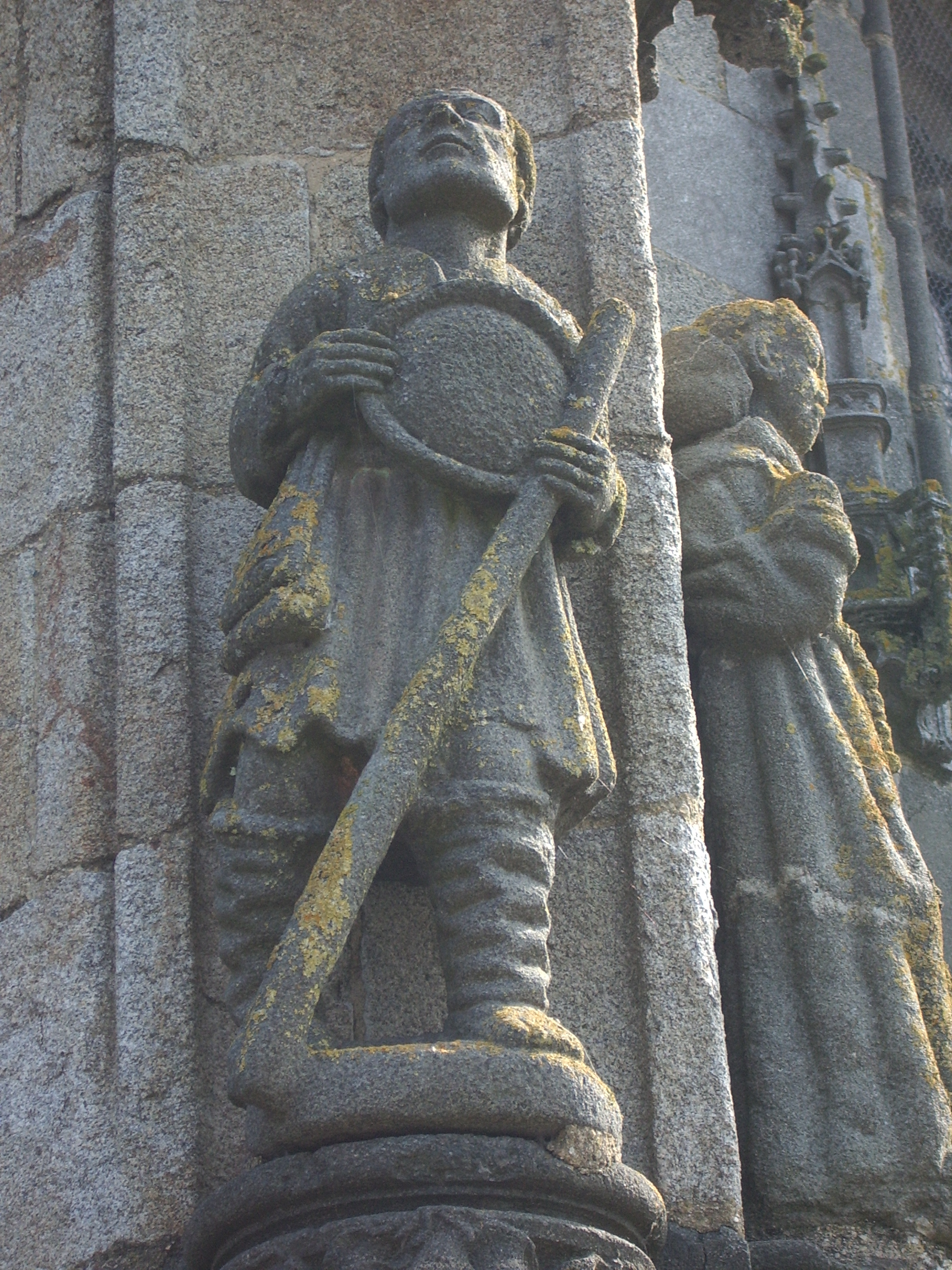
Salaün an der Fassade der Basilika Notre-Dame du Folgoët

Salaün Ar Foll (bretonisch, dt. etwa der verrückte Salomon) ist ein bretonischer Heiliger, der im 14. Jahrhundert in Frankreich gelebt haben soll.
Laut Überlieferung wurde Salaün Ar Foll 1310 in der Nähe des französischen Orts Lesneven geboren. Er war ein Bettler, der jeden Morgen die Messe in der Kirche besuchte und den Rest des Tages umherzog, um Brot zu betteln.
Unter seinen Zeitgenossen galt Salaün als zurückgeblieben, da er unablässig die Worte „Ave Maria, itroun guerhès Maria!“ („Gegrüßt seiest du Maria! Oh, Jungfrau Maria!“) wiederholte.
Auch der Spitzname „Fou du bois“ (original: „Fol ar c’hoad“) – Verrückter des Waldes – den er von seinen Mitmenschen bekam, trug zu dem Eindruck bei. Diesen erhielt Salaün, da er im Wald gelebt und die Nächte über in einem hohlen Baum geschlafen haben soll.
Am 1. November 1358 verstarb Salaün im Alter von 48 Jahren. Nachdem er begraben war, wuchs der Sage nach eine weiße Lilie aus der Grabeserde, auf deren Blättern in goldenen Buchstaben die Worte „Ave Maria“ standen. Die Menschen gruben den Leichnam aus und stellten fest, dass die Blume aus seiner Zunge gewachsen war.
Daraufhin wurde auf seinem Grab in Lannuchen (heute Le Folgoët) die Kirche Notre-Dame du Folgoët gebaut.
Im Jahr 1952 wurde sein Leben von den Brüdern Caouissin verfilmt.